# Mount Sidley
Mount Sidley je nejvyšší štítová sopka v Antarktidě, patřící mezi Volcanic Seven Summits. Její vrchol se nachází ve výšce 4285 m n. m. Jde o nejvyšší ze sopek, které tvoří pohoří Výkonného výboru v Zemi Marie Byrdové. Na jejím vrcholu se nachází pětikilometrová kaldera. Horu objevil Richard Evelyn Byrd při letu dne 18. listopadu 1934 a pojmenoval jí podle Mabelle E. Sidley, dceři Williama Horlicka, který se podílel na Byrdově antarktické expedici. První zaznamenaný výstup na horu provedl 11. ledna roku 1990 Novozélanďan Bill Atkinson.